# Vertrag von Lana
Vertrag von Lana ist die Bezeichnung für ein am 16. Dezember 1921 auf Schloss Lana bei Prag zwischen der Tschechoslowakei und Österreich vereinbartes und am 15. März 1922 in Kraft getretenes Abkommen. Die beiden 1918 gegründeten Nachfolgestaaten Österreich-Ungarns garantierten einander in diesem Vertrag ihre Grenzen und vereinbarten in Streitfällen eines Partners mit Dritten Neutralität des anderen Partners. Im Konnex wurden auch wirtschaftliche Vereinbarungen zu Handel und Verkehr besprochen, u. a. ein Kredit der Tschechoslowakei an Österreich und Lebensmittel- bzw. Kohlenlieferungen. Damit wurde eine Vereinbarung bestätigt, die
der tschechoslowakische Ministerpräsident bzw. Außenminister Edvard Beneš bereits im Jänner 1920 mit Staatskanzler Karl Renner getroffen hatte.
Nun wurde dies mit dem österreichischen Bundeskanzler Johann Schober neuerlich besiegelt, wohlwollend begleitet von den beiden Staatsoberhäuptern  Tomáš Garrigue Masaryk und Michael Hainisch, der dazu ebenfalls nach Prag gereist war. In Österreich wurde damit eine Regierungskrise ausgelöst. Leopold Waber, einziger großdeutscher Minister in der Bundesregierung Schober I, lehnte den Vertrag wie seine Parlamentsfraktion im Interesse des Selbstbestimmungsrechts der später Sudetendeutsche Genannten nämlich grundsätzlich ab und schied Anfang 1922 aus dem Kabinett aus.
In diesem Zusammenhang trat Adolf Hitler am 28. Dezember 1921 bei einer Protestversammlung im Alten Rathaus in Wien auf.